# Onaj koji će ostati neprimijećen (2003.)
Onaj koji će ostati neprimijećen, hrvatski dugometražni film iz 2003. godine.